# 643
643 (DCXLIII) var ett normalår som började en onsdag i den julianska kalendern.

## Händelser

### Okänt datum
- De langobardiska rättssedvänjorna sammanfattas av kung Rothari i en lagbok.

## Födda
- Li Zhong av Tang, kinesisk kronprins.

## Avlidna
- Arkadios II, ärkebiskop av Cypern.
- Goeric av Metz, biskop av Metz.
- Yamashiro, prins av Japan.